# El Heraldo
El Heraldo ist die Tageszeitung der kolumbianischen Küstenstadt Barranquilla und der Karibischen Küstenregion Kolumbiens.

## Geschichte
Die Zeitung El Heraldo wurde 1933 durch Juan Fernández Ortega, Alberto Pumarejo und Luis Eduardo Manotas ebenda gegründet.